# Avia 57
Avia 57 byl československý 14místný dopravní letoun navržený Dr. Ing. Robertem Nebesářem a vyrobený Avií. Jednalo se o celokovový jednoplošník se zatahovacím podvozkem a třemi hvězdicovými motory. Tento letoun měl ambice konkurovat spolu s Aviemi 51 a 156 americkým Douglasům DC-2, nakonec byl však vyroben pouze jeden prototyp.

## Historie
První let se konal 16. ledna 1934. Letoun měl technické problémy, piloti si stěžovali na tuhost v řízení, nadouvání plátěného potahu křídla při cestovní rychlosti, visení letounu doprava a tažení doleva při rovném letu, byly pociťovány také různé vibrace. Nejvíce kritizovali slabou konstrukci, neschopnou snést vyšší rychlost. Pilot Václav Kočí ve svém zápisníku letů stroj charakterizoval takto: „...při horizontálním letu na plný plyn letoun se úplně rozskáče, že [ho] nelze udržet, musí [se] rychle stáhnouti úplně plyn, jinak se utrhne stabilizační plocha i výškové kormidlo. Není možno s ním létat. Konstrukce slabá na ocase, konstruktér nedá na posudek obou pilotů a sám se bojí sednout do letounu...“
Dne 12. dubna 1935 byl jediný prototyp zničen při havárii poté, co mu selhalo křídlo, asi sedm minut poté, co stejně dopadl prototyp Avia 156. Av-57 se dostala za letu do vývrtky, při strmém letu dolů se od letadla oddělily nosné a ocasní plochy, ani jeden ze dvou zalétávacích pilotů (Cyril Novotný, Eduard Šmíd) nepřežili. Trosky skončily v lese u obce Vinoř, necelých osm kilometrů od místa dopadu Avie 156 u Polerad.
Za příčinu havárií byla zpočátku považována srážka obou letounů, což byla i verze prosazovaná firmou Avia. Podle vyšetřovací komise Ministerstva veřejných prací ke srážce pravděpodobně nedošlo a příčinou byly spíše konstrukční nedostatky strojů, dobrozdání VTLÚ srážku vyloučilo a za nejpravděpodobnější příčinu označilo nedostatečnou tuhost nosných systémů obou prototypů.
Po těchto haváriích ukončil konstruktér Nebesář další práce na dopravních letounech a zabýval se již jen vojenskou výrobou.

## Specifikace

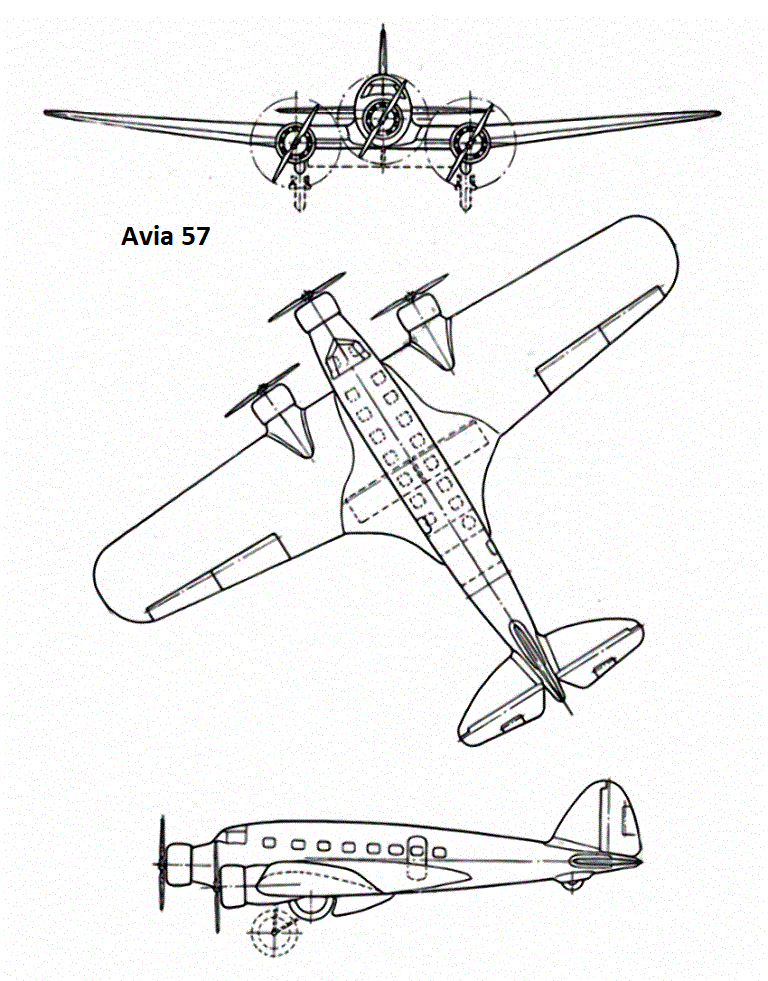
Třípohledový nákres Av 57

Z forum.valka.cz

### Technické údaje
- Posádka: 2
- Kapacita: 14 cestujících
- Prázdná hmotnost: 5100 kg
- Vzletová hmotnost: 8600 kg
- Délka: 15,9 m
- Rozpětí: 22,5 m
- Pohonná jednotka: 3 × hvězdicový motor Hispano Suiza 9Vd Cyclone o výkonu 423 kW/575 k, dvoulistá kovová vrtule

### Výkony
- Maximální rychlost: 300 km/h
- Cestovní rychlost: 270 km/h
- Dostup: 5000 m
- Dolet: 1200 km